# Val Ferret (Szwajcaria)

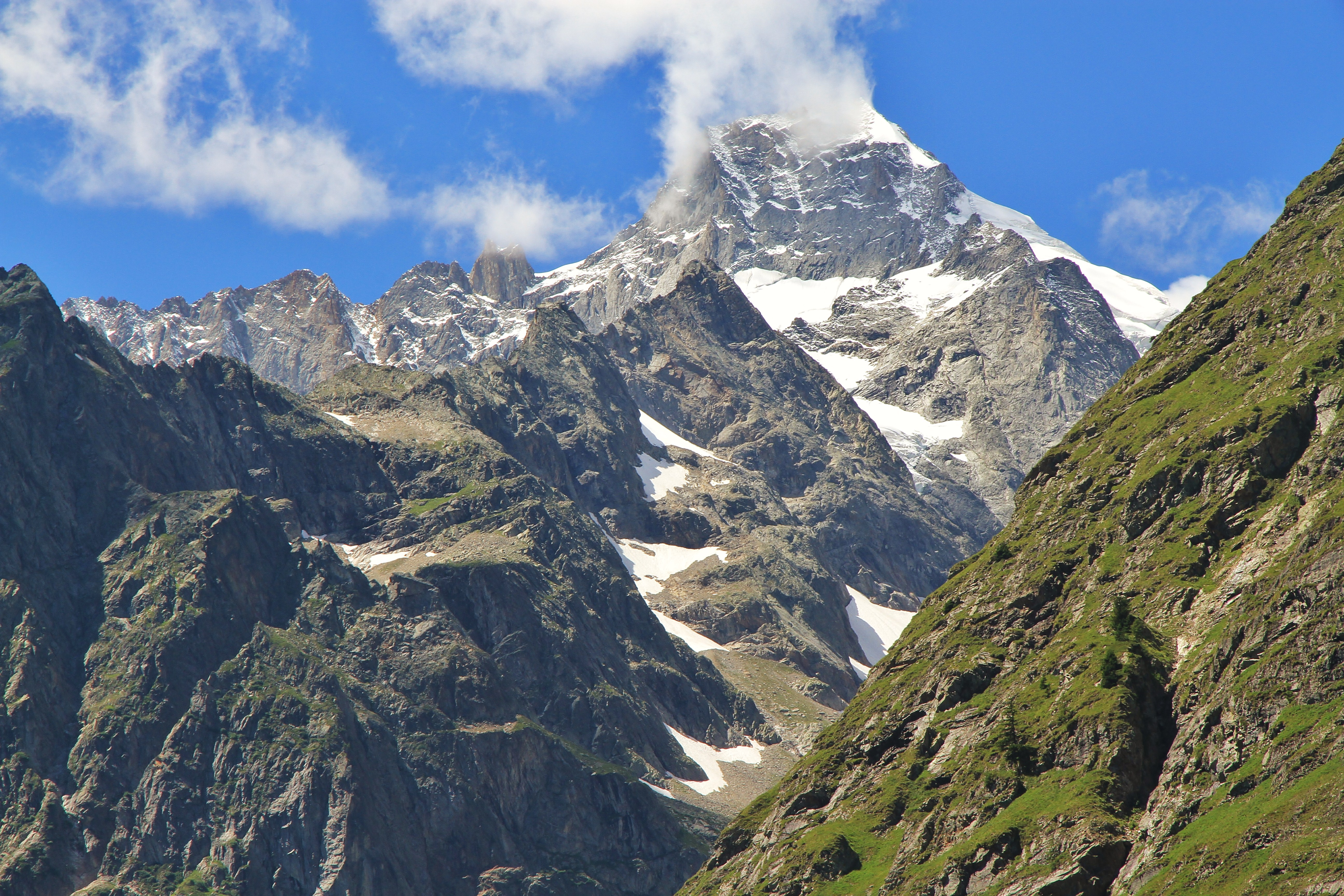
Mont Dolent z grupy Argentiére. Widok z doliny Val Ferret

Val Ferret – dolina w Szwajcarii w kantonie Valais. W miejscowości Orsières odchodzi na południowy zachód od doliny Val d’Entremont. Stanowi umowną granicę między Alpami Pennińskimi a Masywem Mont Blanc. 
Od wschodu i południa dolinę ogranicza masyw Grand Golliat w Alpach Pennińskich, który oddziela ją od doliny Val d’Entremont i włoskiej doliny Val Ferret. Od zachodu i południowego zachodu, od doliny Vallée de Chamonix we Francji i doliny Val Ferret we Włoszech, oddziela ją grupa Trient i grupa Argentière w Masywie Mont Blanc. Na południu dolina dochodzi do przełęczy Col du Grand Ferret.
Doliną płynie potok Drance de Ferret, który wpada do płynącej przez dolinę Val d’Entremont rzeki Drance d’Entremont.
W dolinie znajdują się m.in. miejscowości La Fouly i Praz-de-Fort.